# Голубое чудо
«Голубое чудо» (нем. Blaues Wunder) — неофициальное название Лошвицкого моста (нем. Loschwitzer Brücke) через Эльбу в Дрездене, построенного в 1891—1893 гг. и соединяющего районы Блазевиц и Лошвиц. До 1912 года назывался мостом короля Альберта (нем. König-Albert-Brücke). Название «Голубое чудо» мост получил уже в 1893 г. из-за редкой в те времена голубой окраски, к «чудесам» же был причислен из-за своего необычного вида, к тому же построенный из металлоконструкций, имел всего лишь две опоры, причём не в русле, а на берегах реки. В 2007 г. мост был номинирован к награждению как «Исторический символ инженерного искусства Германии».
Выше по течению находится Саксонский мост, ниже — Вальдшлёсхенский мост.

## История

Один из видов на мост с площади Шиллера

Уже в 1471 году между Лошвицем и Блазевицем, бывшими самостоятельными общинами в пригороде Дрездена, существовала постоянная паромная переправа через Эльбу. Но к середине XIX века, в связи с увеличением численности населения и развитием промышленности, возникла необходимость строительства моста в этом районе долины реки. Начиная с 1870 года было разработано три различных варианта, но лишь в 1883 году под давлением общественности саксонское правительство приняло решение и поручило отделу строительства железных дорог при министерстве финансов приступить к разработке нового проекта. Возглавил эту работу Клаус Кёпске, профессор дрезденского Политехникума, ныне Дрезденский технический университет. К 1885 году Кёпске разработал проект моста, по конструкции не имевший аналогов. Отнесённая к типу подвесных мостов его конструкция отличалась тем, что вместо стальных тросов или цепей, применявшихся в подвесных мостах, он использовал растяжки из склёпанной полосовой (листовой) стали. Были применены и другие новшества, способствующие стабилизации моста при ударных нагрузках и резонансе.
В 1891 году состоялась торжественная закладка фундамента. Строительство велось акционерным обществом «Саксонская железнодорожная компания» (нем. Sächsischen Eisenbahnkompanie AG) под руководством инженера Г. М. Крюгера. Через два года металлоконструкции, изготовленные на металлургическом заводе «Королева Мария» (нем. Königin-Marien-Hütte) в Каинсдорфе, были полностью смонтированы, и 11 июля 1893 года состоялось торжественное открытие и испытание Лошвицкого моста.

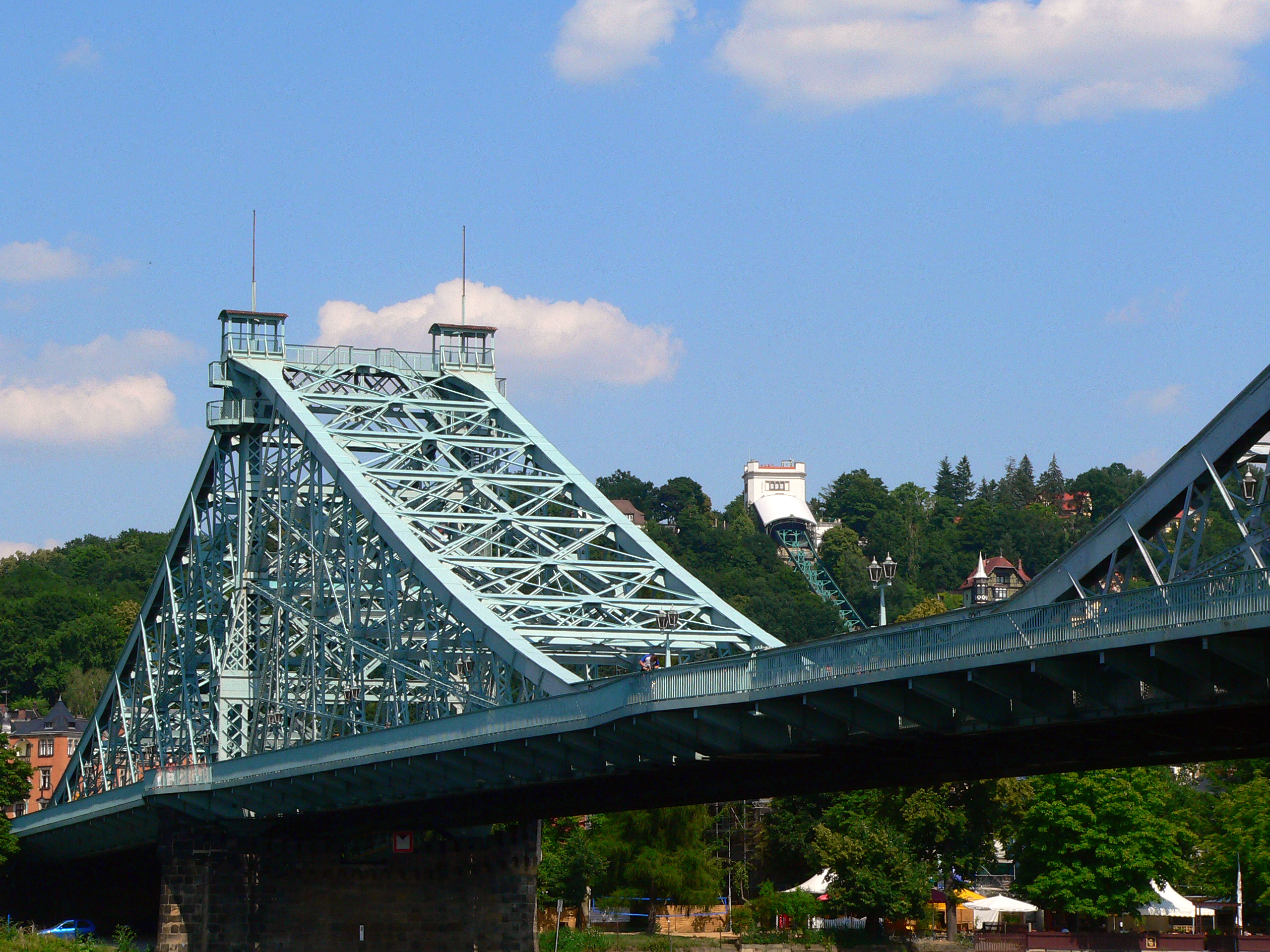
Недалеко от «Голубого чуда» расположена дрезденская подвесная дорога (на заднем плане в центре)

11 июля 1893 года мост по правилам того времени был испытан на прочность. «Три паровых катка, три катка на конной тяге, три трамвайных вагона, загруженных корабельными якорями и камнями, три повозки с бочками, наполненными водой, одна конка, множество конных экипажей, марширующая рота солдат» заполнили проезжую часть моста. Общий вес нагрузки составил около 157 тонн. Изменение высоты моста в его центре — всего лишь 9 мм.
На строительство «Голубого чуда» было затрачено 2,25 млн золотых марок, сумма по тем временам огромная. Финансирование велось из средств обеих общин и саксонского правительства. Чтобы окупить затраты, сразу же в 1893 г. была введена оплата за пользование мостом: с каждого человека по 2 пфеннига, при пересечении моста с животными — по 10 пфеннигов за каждую лошадь, быка или корову, по 2 пфеннига за домашнюю птицу. Едущие на автомобиле платили дополнительно ещё по 20 пфеннигов. Таким образом удалось не только возвратить затраченные средства, но и произвести дополнительное благоустройство территории около моста. Плата взималась до 1921 года.
Первоначально на мосту была только проезжая часть, которую использовали и пешеходы. С 1895 г. дополнительно были проложены трамвайные пути. В 1935 году из-за возросшего автомобильного движения, для обеспечения безопасности пешеходов, с обеих наружных сторон каркаса моста были смонтированы тротуары. К середине XX века из-за продолжающегося увеличения транспортного потока стали вводиться ограничения, с целью предотвращения перегрузки конструкции. По этой же причине в апреле 1986 года через мост прекратилось движение трамваев.

Затор на мосту в направлении района Лошвиц

В настоящее время примерно 35 тыс. автомобилей со средней скоростью 16 км/ч проезжают по мосту ежедневно. Для автомобильного движения предусмотрены два ограничения: скорости — до 30 км/ч и веса транспортного средства — до 15 т. Для фиксирования нарушений, на левом берегу перед въездом на мост установлена система датчиков, срабатывающая при превышении ограничений. В связи с большой загруженностью прилегающих улиц, на мосту часто образуются заторы. На текущий ремонт ежегодно расходуется до 134 тыс. евро. По данным комиссии, исследовавшей состояние моста в 1997 г., срок его безопасной эксплуатации ограничен 2027 годом. К этому времени городские власти должны будут определить дальнейшую судьбу «Голубого чуда».

## Конструкция
- Общая длина: 280 метров
- Длина основного пролета: 146 м
- Высота моста (без высоты опор): : 24 м
- Ширина: 12 м
- Вес: 3500 т